# NGC 22
NGC 21 je spiralna galaksija v ozvezdju Pegaza. Njen navidezni sij je 14,43m. Od Sonca je oddaljena približno 112 milijonov parsekov, oziroma 365,30 milijonov svetlobnih let.
Galaksijo je odkril Édouard Jean-Marie Stephan 2. oktobra 1883.